# Viadukt Pesnica (novi)
Viadukt Pesnica je železniški viadukt v Sloveniji. Zgrajen je bil v sklopu prenove železniške proge Maribor–Šentilj. Viadukt poteka vzporedno z obstoječim nasipom, v katerem so ostanki nekdanjega pesniškega viadukta, nekoč najdaljšega viadukta južne železnice Dunaj–Trst iz leta 1846. Uradna otvoritev je bila maja 2024.  

## Osnovni podatki
Dvotirni viadukt prečka poplavno dolino reke Pesnice. Z dolžino 912,60 metrov je najdaljši železniški viadukt v Sloveniji. Preko njega poteka tir na togi podlagi z neskončnim zavarjenim tirom brez tirnih dilatacij. Viadukt je koncipiran kot integralna konstrukcija brez ležišč. Sestavljen je iz posameznih okvirnih segmentov dolžine 112 metrov, ki so povezani preko razcepljenih stebrov, ki omogočajo medsebojno dilatiranje okvirov. 

## Izgradnja
Projektant viadukta je Inženirski biro Ponting. Gradnjo konstrukcije je izvajal Pomgrad od konca leta 2020 do konca leta 2022, izvedba zgornjega ustroja železnice in otvoritev proge je bila v letu 2023.
Zaradi velike količine vgrajenega betona v eni fazi (1.560 m3) je bilo betoniranje tipičnih 112 metrov dolgih odsekov prekladne konstrukcije zelo zahtevno, še posebej v poletnih mesecih. 
Izvedba viadukta preko avtoceste je terjala izmenično zaporo zelo prometne avtoceste A1.

## Celoten projekt
Izgradnja odseka od Počehove do Pesnice v dolžini 3,7 km zajema poleg izgradnje viadukta Pesnica še izgradnjo predora Pekel v dolžini 1530 m vključno z reševalnim rovom, izgradnjo podvoza Pesnica, izgradnjo opornih in podpornih konstrukcij, ureditev tirov in tirnih naprav ter električnega voznega omrežja, ureditev cest s prometno opremo ter gradnjo aktivne protihrupne zaščite (2518 m protihrupnih ograj). Vrednost investicije znaša 101 milijon evrov.
Prvi redni vlak je čez viadukt zapeljal avgusta 2023, 13. maja 2024 pa so posodobljeno progo Maribor–Šentilj uradno otvorili.

## Galerija
- Gradbišče železniškega viadukta Pesnica, 21. junij 2021
- Gradbišče železniškega viadukta Pesnica, 24. februar 2022
- Izvedba preko avtoceste, 17. maj 2022